# Basilica di Santa Maria di Campagna
La basilica di Santa Maria di Campagna è una chiesa rinascimentale situata a Piacenza.
Dedicata alla Madonna della Campagna, sorge in piazzale delle Crociate, presso le mura della città. Ospita numerose opere d'arte fra cui un vasto ciclo pittorico manierista del primo Cinquecento del Pordenone e tele barocche opera di Guido Reni e dei Procaccini.
Nel novembre 1954 papa Pio XII l'ha elevata alla dignità di basilica minore.

## Storia
La chiesa fu edificata in sostituzione di un precedente piccolo oratorio, il santuario di Santa Maria in Campagnola, il cui nome derivava dalla posizione, in aperta campagna e la cui prima notizia documentata risale al 1030, anno in cui una fonte riporta una testimonianza riguardo alla devozione per l'olio sacro del pozzo dedicato ai Santi Martiri. Secondo la tradizione, il pozzo dedicato ai Santi Martiri sarebbe stato teatro, nel 303, della sepoltura di un gran numero di cadaveri di cristiani durante la persecuzione di Diocleziano. Sempre nel 1030 un prete di nome Valfredo acquistò un terreno limitrofo all'oratorio e lo donò all'abate della chiesa di San Savino con l'intento di farvi costruire una cella monastica dedita alla cura del luogo religioso.
Nell'area antistante all'edificio sacro, nel 1095, durante il concilio di Piacenza, papa Urbano II avrebbe preso la decisione di indire la prima crociata per la riconquista di Gerusalemme, crociata, poi, proclamata nel novembre dello stesso anno durante il concilio di Clermont. L'evento è ricordato dalla dedicazione del piazzale posto anteriormente alla facciata della basilica, intitolato, appunto, piazzale delle Crociate.

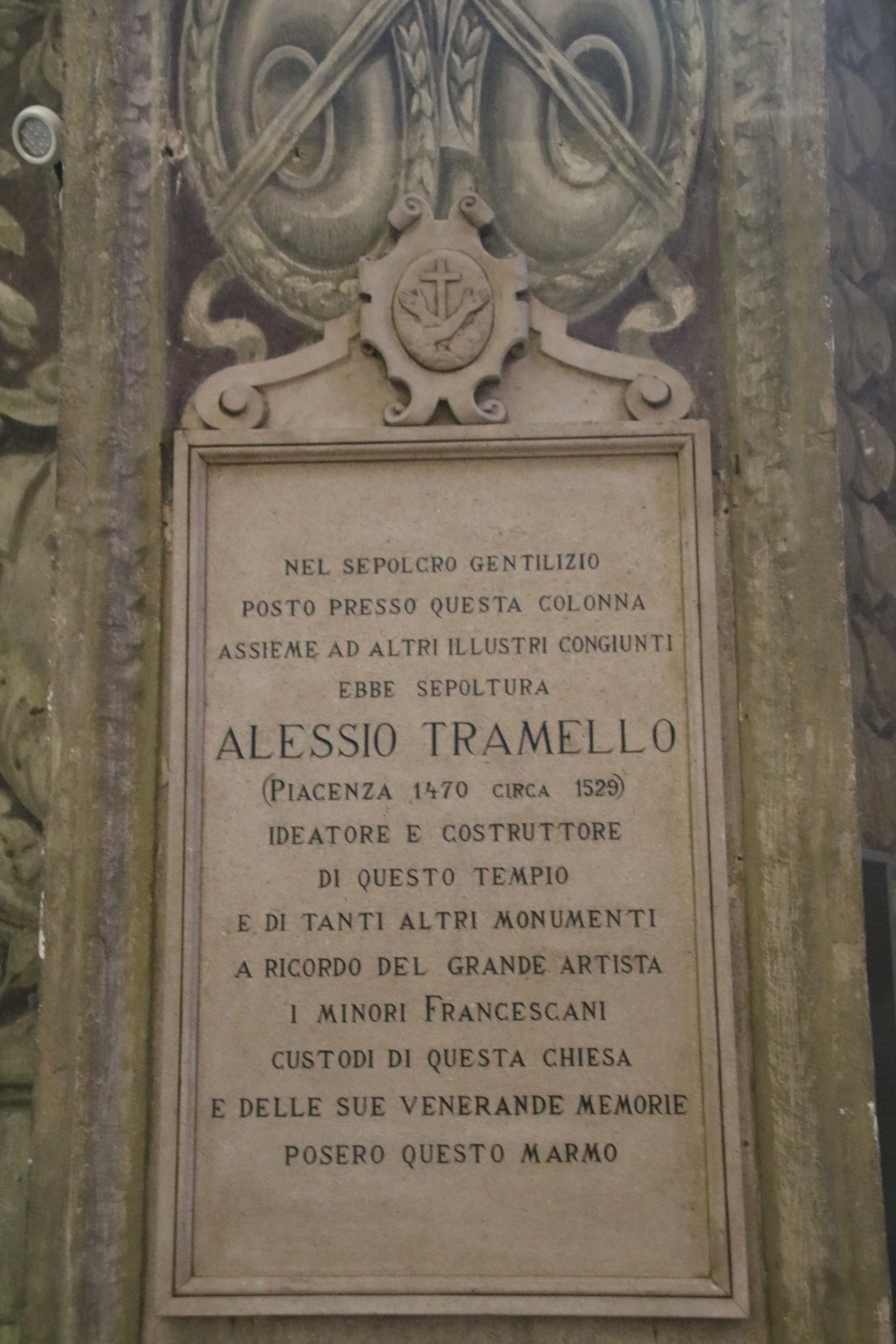
La lapide posta sul sepolcro dell'architetto Alessio Tramello, progettista della chiesa

Il 3 aprile 1522 venne stipulata tra la compagnia dei Fabbricieri e l'architetto piacentino Alessio Tramello la convenzione per la costruzione di una nuova chiesa, la quale potesse contenere l'aumentato afflusso di fedeli presso il luogo. Il successivo 13 aprile venne posata da parte del cardinale Scaramuccia Trivulzio, amministratore apostolico della sede di Piacenza, la prima pietra dell'edificio, il quale venne completato in 6 anni. Il progetto di Tramello fu, probabilmente, ispirato all'architettura del Bramante, pur mantenendo una propria originalità. Inizialmente assegnata al clero secolare, a partire dal 1547 ad esso subentro l'ordine dei frati minori osservanti, i quali, contestualmente all'affidamento, iniziarono la costruzione di un convento, utilizzando allo scopo materiale di recupero ricavato a seguito dei lavori di demolizione di una chiesa dedicata a santa Vittoria.

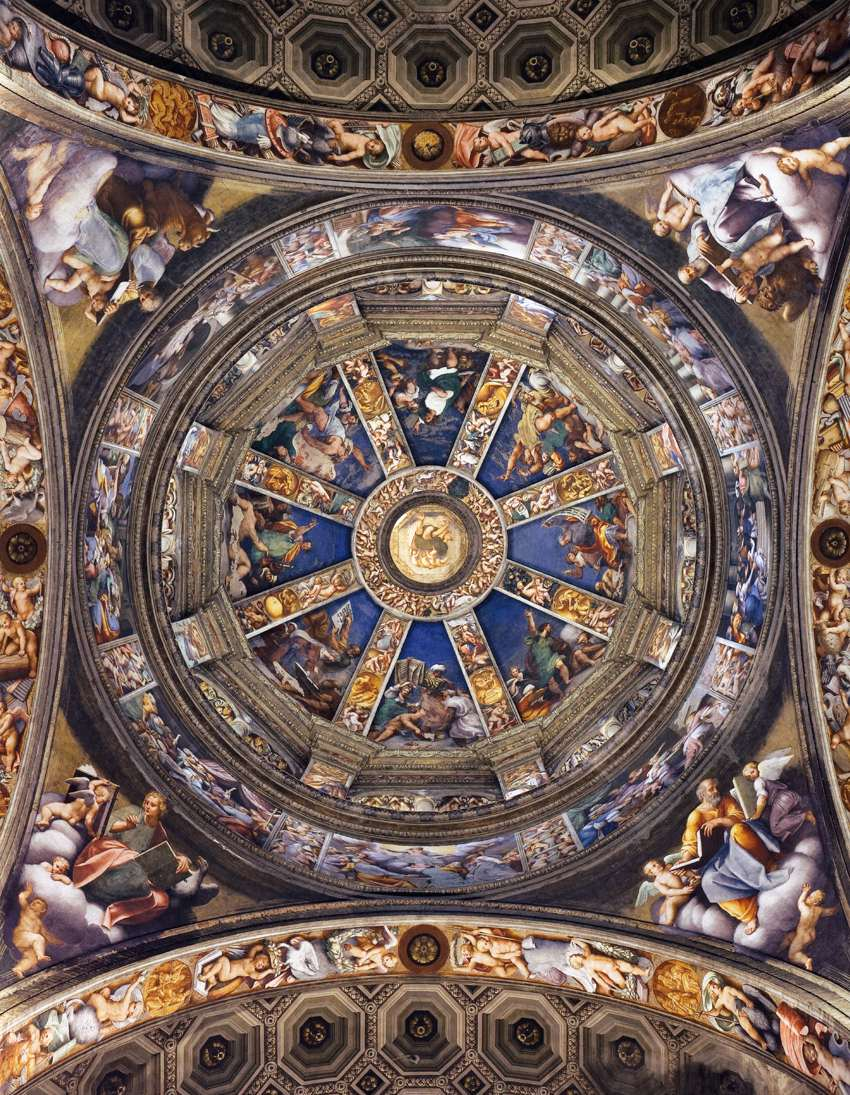
La cupola affrescata dal Pordenone e dal Sojaro

Appena terminata la costruzione dell'edificio, fu dato incarico per la decorazione degli interni al pittore di scuola veneta Antonio de' Sacchis detto il Pordenone, il quale, tra il 1530 e il 1535 lavorò nell'edificio affrescando la cupola e la cappella dedicata a santa Caterina da Alessandria, la quale era stata commissionata da Caterina Scotti e dal coniuge, il cavaliere Francesco Paveri Fontana e all'Adorazione dei Magi. L'opera del Pordenone sulla cappella fu completata, a partire dal 1543, dal suo allievo pavese Bernardino Gatti detto il Sojaro, il quale dipinse gli Apostoli situati nelle lesene, le storie della Vergine nel tamburo e i quattro Evangelisti nei pennacchi.
Al santuario era particolarmente devoto il duca di Parma e Piacenza Ranuccio I Farnese, il quale, venne raffigurato in ginocchio in una statua in stucco commissionata nel 1615 a Francesco Mochi, impegnato in quegli anni nella realizzazione delle statue equestri di piazza Cavalli. La statua venne posta su di una mensola su uno dei pilastri che reggono la cupola.
Nel settembre 1625 la chiesa passò sotto la gestione dell'ordine dei frati riformati.
Originariamente la costruzione prevedeva un edificio a pianta centrale a croce greca, la quale era considerata durante il Rinascimento come la tipologia architettonica che maggiormente si avvicinava alla perfezione, non solo da un punto di vista estetico, ma anche filosofico e simbolico; questa struttura venne pesantemente modificata nel 1791 quando, su progetto dell'architetto Lotario Tomba, si procedette all'allungamento del braccio della croce nella zona presibiterale, con conseguente demolizione della cappella che vi era situata. La pianta dell'edificio divenne, così, a croce latina rovesciata. Nel nuovo braccio allungato, alle spalle del presbiterio, venne realizzato un coro.
Nel periodo napoleonico il convento fu soppresso e i frati costretti ad abbandonarlo. Ritornati nella loro sede, nel 1870 essi furono obbligati a lasciarlo per permettere alla provincia di adibire la costruzione a manicomio. I frati costruirono, quindi, nel 1897, un nuovo convento di fronte alla chiesa sull'altro lato di via Campagna.

## Descrizione

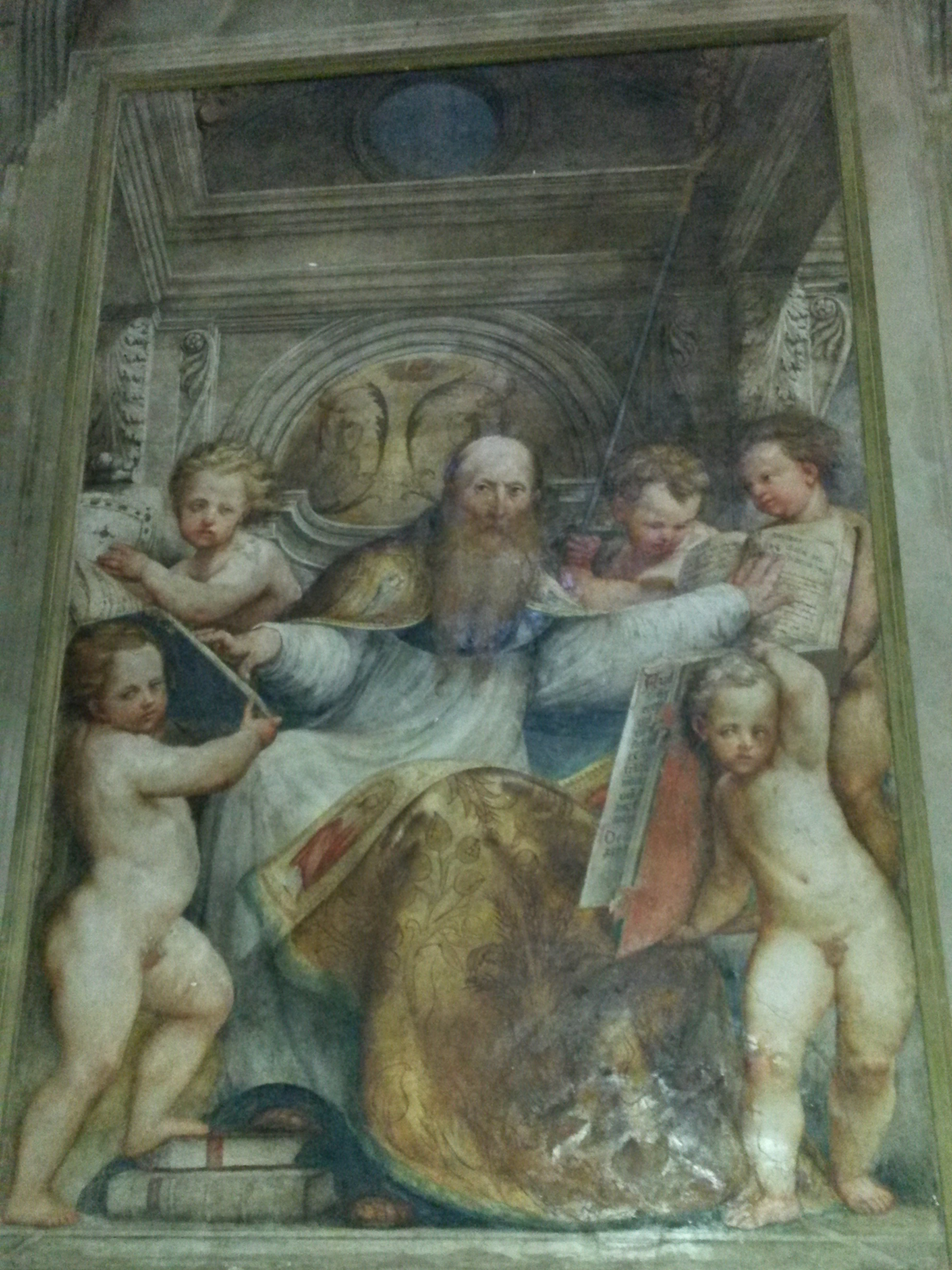
Il Sant'Agostino opera del Pordenone

All'ingresso della chiesa, nel primo braccio, si trovano due affreschi staccati. Sul lato sinistro è presente un sant'Agostino, realizzato dal Pordenone nel biennio 1529-30, e commissionato, secondo alcuni storici, dall'ordine dei Fabbricieri per valutare le capacità dell'artista prima di affidargli la realizzazione dei cicli pittorici della chiesa. Il dipinto venne, poi, staccato dalla parete nel 1913. Il Santo è rappresentato all'interno di un'architettura classica, con un'edicola dorata che gli fa da sfondo. In quanto dottore della chiesa, è rappresentato attorniato da cinque putti che reggono i volumi delle sue opere e che contribuiscono ad alleggerire l'altera figura del santo. L'opera, giudicata la migliore del Pordenone a Piacenza, è stata soggetta a un pesante degrado, principalmente a causa dell'umidità, fino al restauro, avvenuto nel 2018.

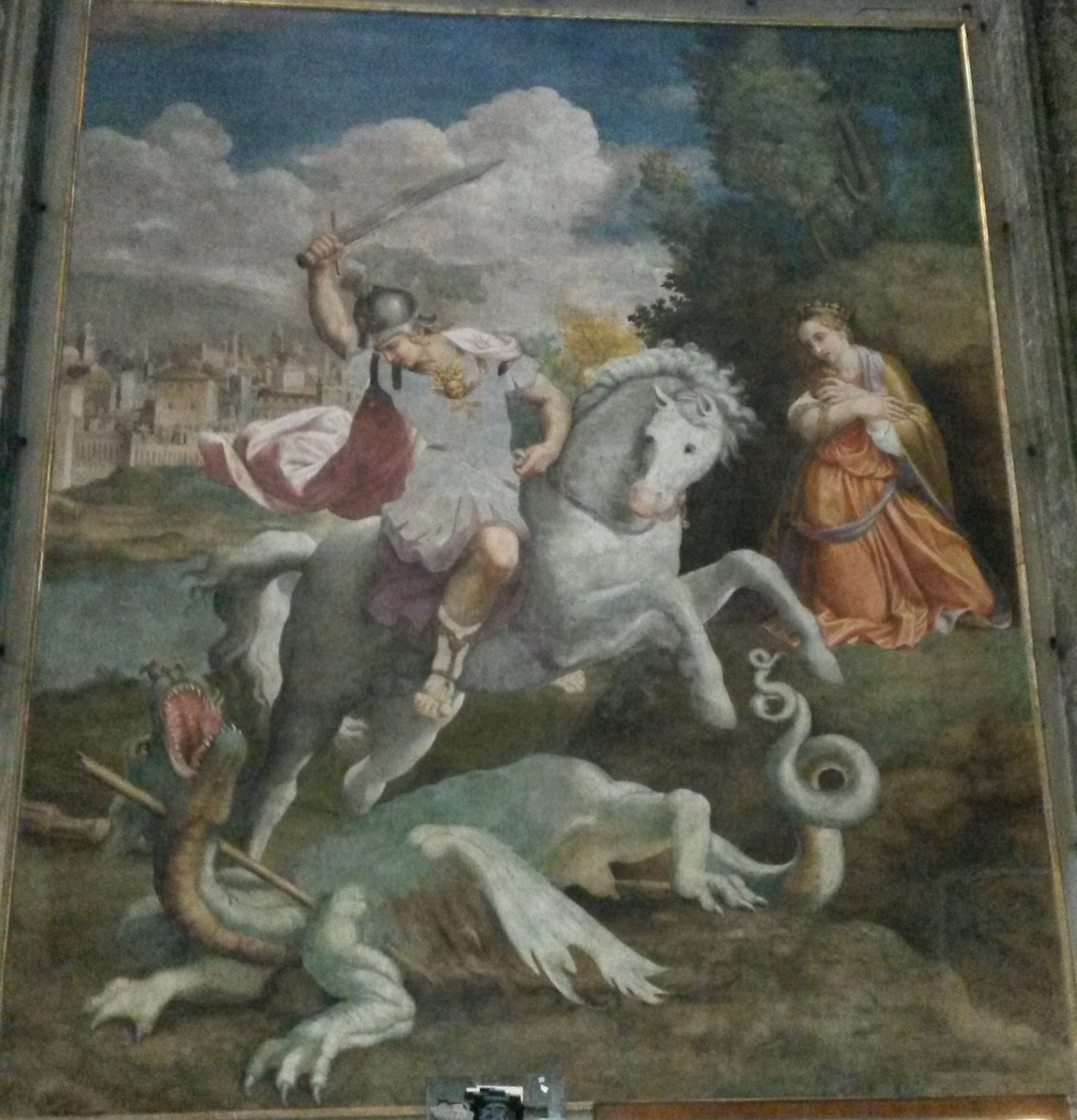
San Giorgio che uccide il drago opera del Sojaro

Sulla parete opposta è presente un San Giorgio che uccide il drago opera di Bernardino Gatti. L'opera rappresenta il soldato sul cavallo, raffigurato come un soldato romano, impennato a spada sguainata mentre assesta il colpo di grazia al mostro già ferito. Sullo sfondo sono presenti la principessa che osserva con apprensione la scena, e la città turrita rappresentata con minuzia di particolari.
Due cicli di affreschi realizzati dal Pordenone ricoprono le pareti di due cappelle laterali poste sul lato sinistro della chiesa: la cappella dei Re Magi e la cappella di Santa Caterina: nella prima, commissionata al pittore da parte di Pietro Antonio Rolleri, vi è, sulla destra, la Natività di Maria, dove indaffarate cameriere occupano gran parte dell'affresco, assistendo sant'Anna e lavando in primo piano la piccola neonata. Al di sopra, nelle lunette sono rappresentati i Pastori al presepio, e la Fuga in Egitto. Infine, è presente un’Adorazione dei Magi, che si distingue per l'affollato corteo che si allunga all'orizzonte, osservato dai popolani affacciati ai balconi delle proprie case. Il personaggio situato all'estrema sinistra, con in mano un boccale, si distingue per la forte caratterizzazione del volto che fa pensare ad un ritratto, forse raffigurante del committente della decorazione, il cui stemma è raffigurato sulla parasta che incornicia l'adorazione. Più in alto sono presenti quattro Profeti che si affacciano illusionisticamente da quattro oculi, introducendo alla cupola dove l'Assunzione di Maria è affiancata da rappresentazioni di santi e angeli musici.
Nella cappella di Santa Caterina, è presente una pala d'altare raffigurante le Nozze mistiche di Santa Caterina con Pietro e Paolo. Secondo alcune ricostruzioni, il volto di San Paolo sarebbe un autoritratto del Pordenone, mentre la Vergine sarebbe la nobildonna piacentina dal Pozzo. Di fronte alla pala si trova, affrescata sulla parete, la Disputa di Santa Caterina coi filosofi pagani, nella quale sarebbe presente un ritratto dell'architetto Alessio Tramello. Altri due episodi della vita di Caterina, il Martirio della ruota dentata e la Decollazione di Santa Caterina sono presenti all'interno delle lunette. Nel tamburo, infine, sono presenti le raffigurazioni di diversi santi.

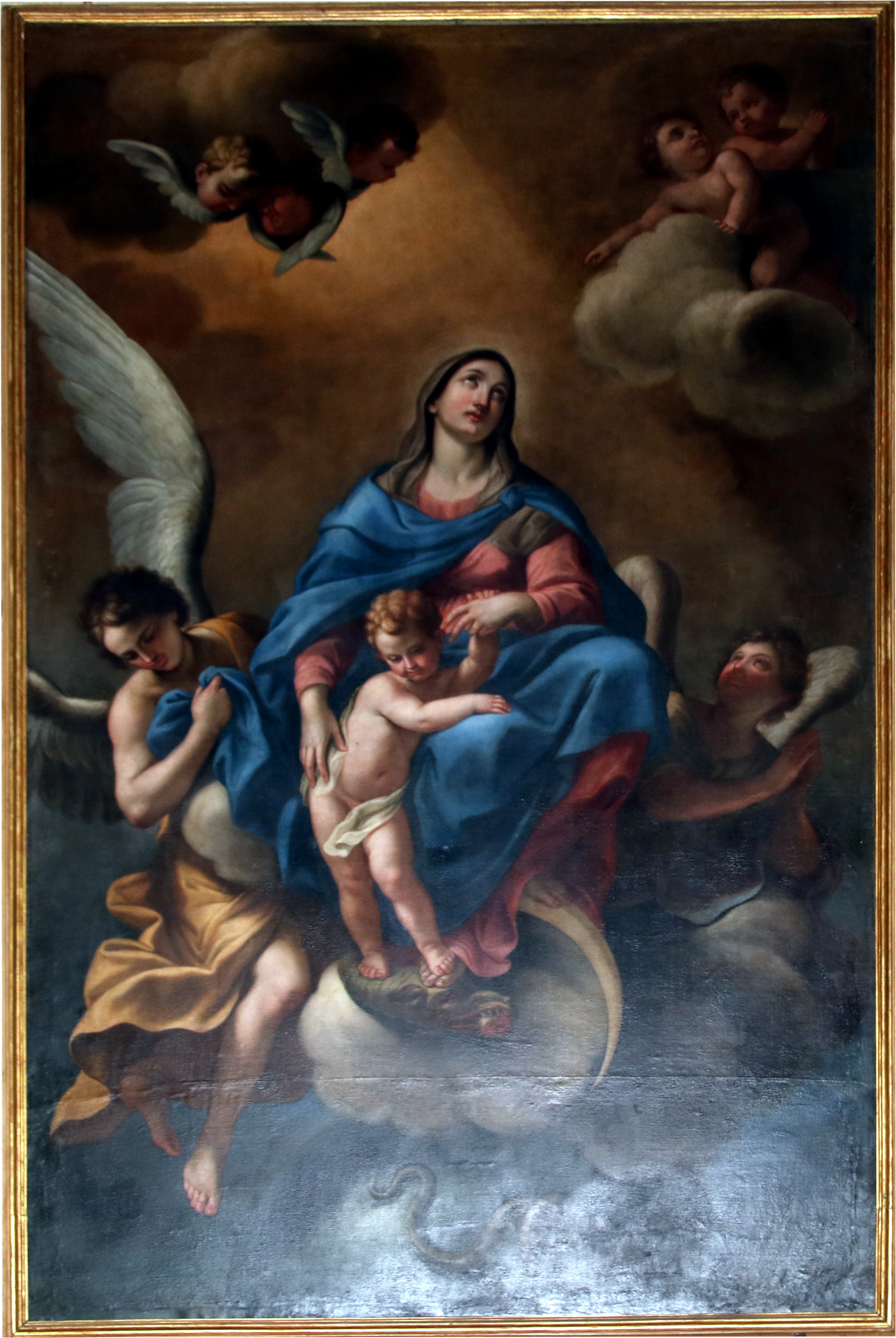
L'Immacolata Concezione dell'Avanzini

La cupola principale, posta all'incrocio dei bracci della croce greca fu affrescata tra il 1530 e il 1535 dal Pordenone: nel lanternino si trova raffigurato Dio Padre nell'atto di discendere in volo dal cielo, mentre le vele presentano profeti, sibille e altri personaggi dell'antico testamento. All'interno degli ovali delle lesene sono rappresentate diverse scene bibliche, raffigurate in ordine cronologico dalla Creazione in avanti. Nel fregio si trovano alcuni episodi della tradizione classica, nonché alcune rappresentazioni di divinità pagane. Infine, alcuni episodi tratti dal Factorum et dictorum memorabilium libri IX di Valerio Massimo e dalle decadi di Tito Livio. La decorazione della cupola venne completata, dopo il 1543 da Bernardino Gatti il quale realizzò gli Apostoli raffigurati nelle lesene, le storie della Vergine presenti nel tamburo oltreché gli Evangelisti situati nei pennacchi.

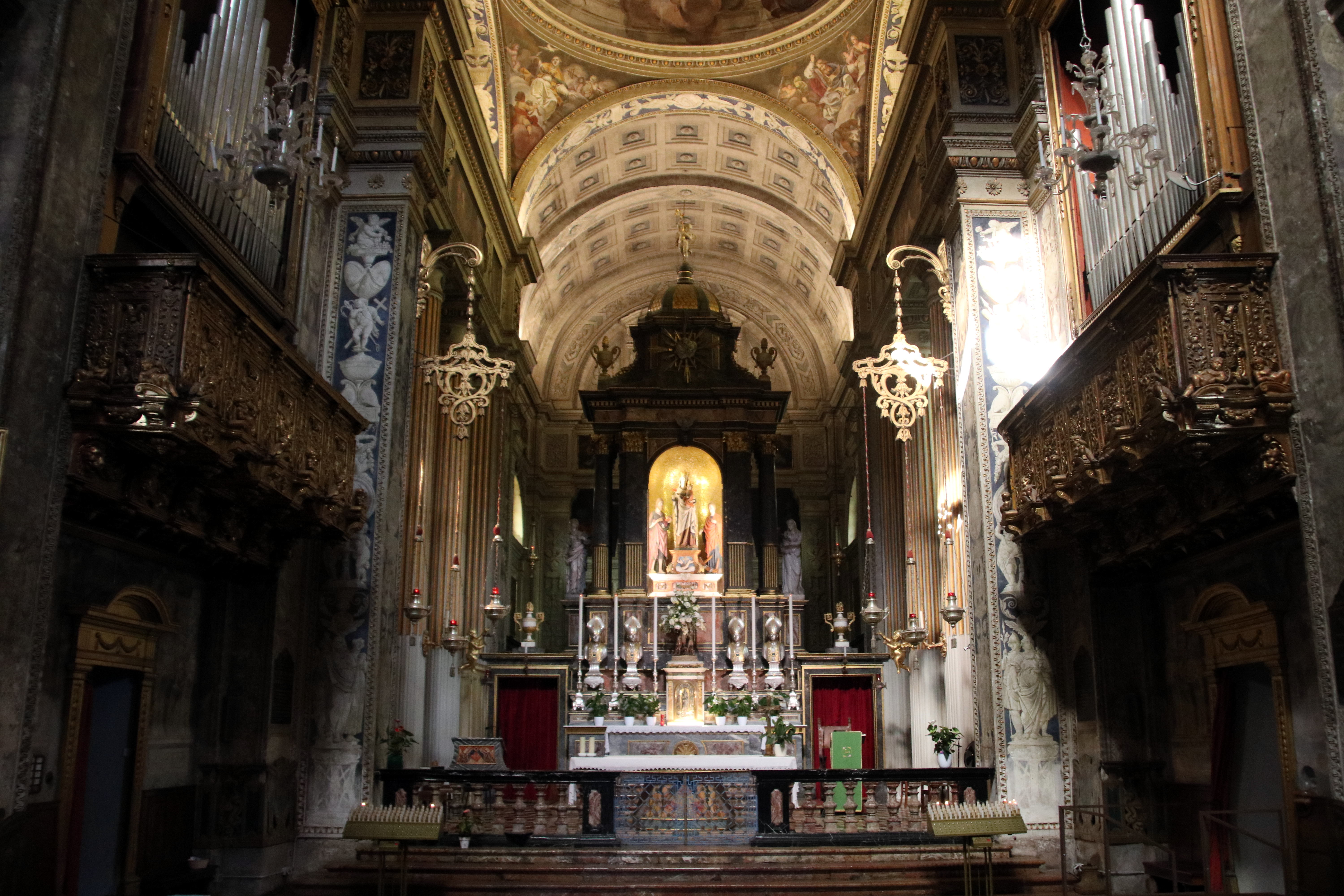
L'interno della chiesa con il presbiterio

Sul lato destro della chiesa, nei pressi del presbiterio al di sopra di una cantoria lignea risalente al XVII secolo, si trova un organo realizzato tra il 1825 e il 1838 dai Serassi di Bergamo, su progetto dell'organista e compositore padre Davide da Bergamo, il quale, dopo la sua realizzazione, lo utilizzò più volte.
Le opere del presbiterio sono quasi esclusivamente opera del piacentino Giuseppe Gherardi e risalgono al periodo successivo ai lavori di fine XIX secolo; delle opere precedentemente situate in questa parte dell'edificio si è conservata solo una figura ideale di Madonna di Antonio Campi, la quale venne nascosta durante i lavori di ricostruzione del presbiterio e venne riportata all'interno della chiesa solo nel 1890. Sul coro si trova una  Santa Caterina Vergine e Martire inizialmente attribuita al Pordenone, ma che, in seguito, si è scoperto essere opera di Giulio Cesare Procaccini. Negli angoli della lunetta sono raffigurati l’Arcangelo Gabriele e Maria Annunziata; le tele, entrambe opera di Camillo Boccaccino, erano originariamente situate sul fronte interno delle ante di chiusura dell'organo. Ai lati si trovano i Santi Apostoli Giacomo e Giovanni dipinti da Cristoforo Magnani e il Beato Marco da Bologna, opera di un ignoto formatosi alla scuola del Lanfranco. Le decorazioni nel fregio sono, invece, ancora opera di Giuseppe Gherardi.
Sul lato destro, in un fregio, è presente l’Angelo che appare a Manoe e alla moglie, opera del Guercino. Nella cappella di Sant'Antonio sono presenti, sopra all'altare una Madonna con Sant’Antonio di Padova e vari Santi francescani, dipinta da Pietro Antonio Avanzini, mentre su di una parte si trova un San Francesco che ottiene l’indulgenza della Porziuncola opera di Camillo Procaccini. Infine, all'interno della cappella consacrata a Santa Vittoria Martire si trovano, nella cupola, una Storia della Santa e Profeti realizzata da Ferrante Moreschi, sopra all'altare un San Luigi re di Francia di Paolo Bazzini, mentre sulla parete vicina si trova un'Immacolata Concezione di Pietro Avanzini.